# کارینا لاو
کارینا لاو (انگلیسی: Carina Lau؛ زادهٔ ۸ دسامبر ۱۹۶۵) یک هنرپیشه، و خواننده اهل هنگ کنگ است.
از فیلم‌ها یا برنامه‌های تلویزیونی که وی در آن نقش داشته است می‌توان به ۲۰۴۶ و جایگاه چشمگیر اشاره کرد.